# ラテンアメリカ・カリブ諸国共同体
ラテンアメリカ・カリブ諸国共同体（ラテンアメリカ・カリブしょこくきょうどうたい、CELAC）は、ラテンアメリカに所在する諸国家の共同体。
加盟国はアメリカ合衆国とカナダを除くアメリカ大陸33カ国であり、面積は約2000万平方㎞に達し、総人口は6億人を超える。
「中南米―」とも表記される。

## 沿革

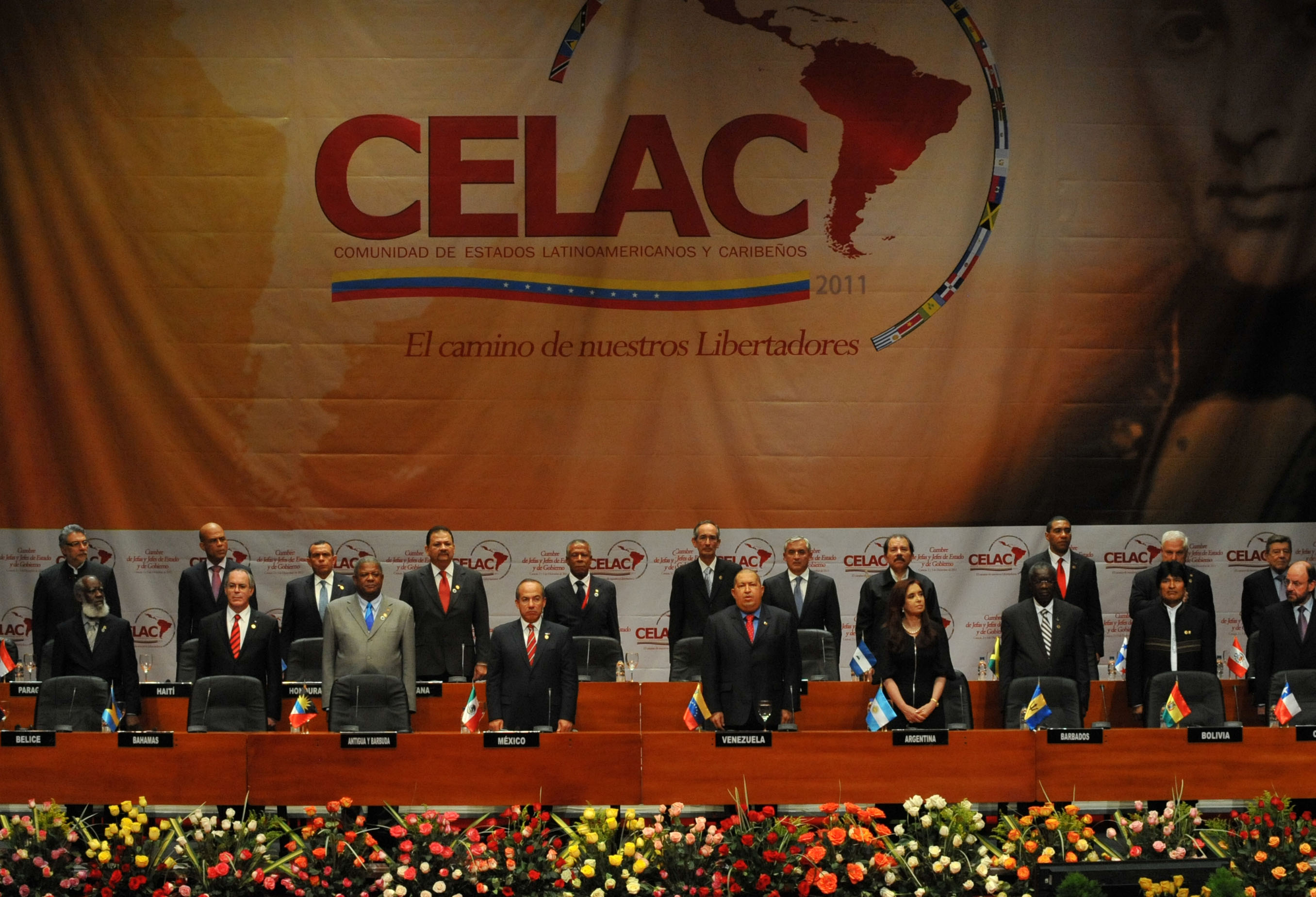
ラテンアメリカ・カリブ諸国共同体設立首脳会議

ラ米・カリブ首脳会議（リオ・グループ）が前身であり、2011年12月3日にベネズエラの首都カラカスで開かれた中南米諸国33カ国の首脳会議で、南米独立の英雄シモン・ボリバルを称賛して設立原則などを記した「カラカス宣言」と「カラカス行動計画」を満場一致で採択して正式に発足した。ベネズエラ独立200周年にあわせて開催にこぎつけた議長国ベネズエラのウゴ・チャベス大統領はキューバの加盟しない米州機構はCELACに取って代わられるだろうと批判してCELACと中国の関係強化を呼びかける中国の胡錦濤主席からの祝電を読み上げた。また、様々な分野の特別声明も発表され、「核兵器全面廃絶に関する特別声明」では核兵器をどのように廃絶するかを話し合う国際会議を緊急に開催するよう求めた。
2015年1月8日にはラテンアメリカ以外の国では初となる会合を中国の北京で開いた。
2023年6月、CELACはプエルトリコ島のラテンアメリカとカリブ海の性格を認識し、「国連総会に対し、プエルトリコの問題を全体的かつあらゆる側面から検討し、この問題についてできるだけ早急に裁定を下すよう呼びかける」。.

## 組織名
- スペイン語: Comunidad de Estados Latinoamericanos y Caribeños
- 英語: Community of Latin American and Caribbean States
- ポルトガル語: Comunidade de Estados Latino-Americanos e Caribenhos
- フランス語: Communauté des États Latino-Américains et Caribéens
- オランダ語: Gemeenschap van de Latijns-Amerikaanse en Caribische landen

## 加盟国

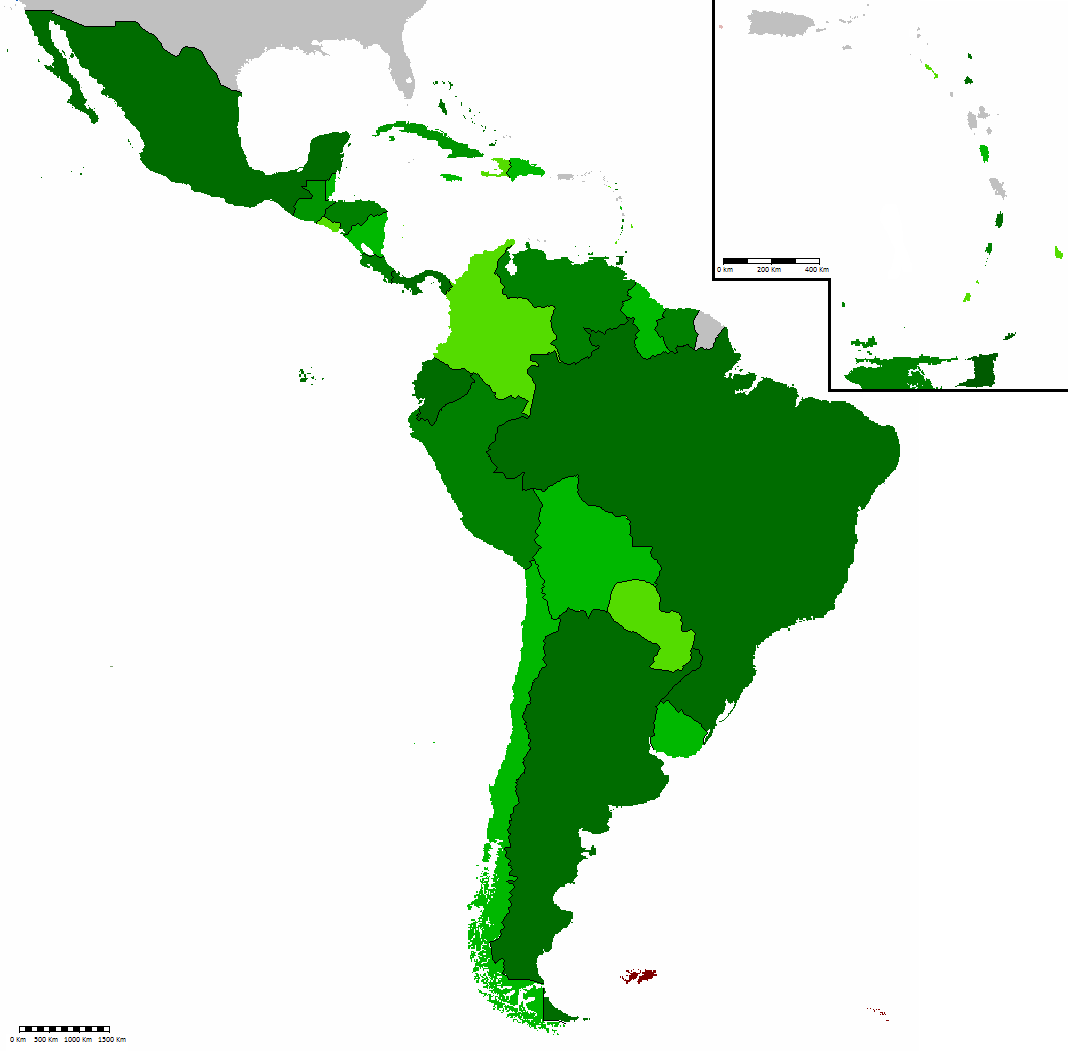
ラテンアメリカ・カリブ諸国共同体加盟国の地図

ラテンアメリカ・カリブ諸国共同体の排他的経済水域

CELAC は5つの異なる公用語をもつ、33の国からなる。
18の国がスペイン語を公用語とする（面積の56%、人口の63%を占める）
- アルゼンチン
- ボリビア
- チリ
- コロンビア
- コスタリカ
- キューバ
- ドミニカ共和国
- エクアドル
- エルサルバドル
- グアテマラ
- ホンジュラス
- メキシコ
- ニカラグア
- パナマ
- パラグアイ
- ペルー
- ウルグアイ
- ベネズエラ

12の国が英語を公用語とする（面積の1.3%、人口の1.1%を占める）
- アンティグア・バーブーダ
- バハマ
- バルバドス
- ベリーズ
- ドミニカ国
- グレナダ
- ガイアナ
- ジャマイカ
- セントルシア
- セントクリストファー・ネイビス
- トリニダード・トバゴ
- セントビンセント・グレナディーン

1つの国がポルトガル語を公用語とする（面積の42%、人口の34%を占める）
- ブラジル

1つの国がフランス語を公用語とする（面積の0.1%、人口の1.6%を占める）
- ハイチ

1つの国がオランダ語を公用語とする（面積の0.8%、人口の0.1%を占める）
- スリナム

12の国が南アメリカに位置し、面積の87%および人口の68%を占める。残り21国は中央アメリカ及びカリブ海に位置する。